# Crane Cove
Die Crane Cove ist eine 160 m breite und flache Bucht an der Budd-Küste des ostantarktischen Wilkeslands. Sie liegt zwischen der Nordseite der Bailey-Halbinsel und einer bislang unbenannten nördlich gelegenen Insel im südlichen Teil der Newcomb Bay. Ihr Kopfende ist durch zahlreiche Geröllfelsen gekennzeichnet, welche sie von einer ähnlichen Bucht östlich von ihr trennt.
Eine Mannschaft des Eisbrechers USS Glacier kartierte sie im Februar 1947. Auf Vorschlag von Leutnant Robert Carl Newcomb (1926–2008), Navigator der USS Glacier, wurde die Bucht nach Robert I. Crane benannt, einem Mitglied des Vermessungsteams.